# Martin Knorre
Martin Knorre, auch: Knorr, Knorrus (* 4. September 1657 in Halle; † 23. März 1699 in Leipzig), war ein deutscher Mathematiker.

## Leben
Knorre stammte aus einer weit verzweigten Hallenser Gelehrtenfamilie. Er besuchte das Gymnasium in Halle, wo er eine Vorliebe für Mathematik und Theologie entwickelte. Im Sommersemester 1670 immatrikulierte er sich an der Universität Leipzig. 1678 wechselte er an der Universität Jena, wo er die Mathematikvorlesungen von Erhard Weigel besuchte. Nachdem er sich am 31. Januar 1684 in Leipzig den akademischen Grad eines Magisters der philosophischen Wissenschaften erworben hatte, zog er 1685 an die Universität Altdorf, wo er bei Johann Christoph Sturm mathematische Studien betrieb. Dieser riet Knorre eine Gymnasiallehrerstelle in Riga anzunehmen. Jedoch zerschlug sich dieses Unterfangen. Stattdessen setzte Knorre seine Studien am 21. März 1686 an der niederländischen Universität Leiden fort, wo er die Vorlesungen zur Experimentalphysik bei Burchard de Volder und jene zur Mathematik bei Wolferdus Senguerdius frequentierte.
Zurückgekehrt nach Leipzig hielt er als kurfürstlicher Stipendiat Privatvorlesungen zur Mathematik und Physik ab. In diesem Kontext entstand am 24. November 1688 seine Abhandlung zu quadratischen Gleichungen De quadratica aequatione. Auf Sturms Betreiben erhielt Knorr noch im selben Jahr eine Berufung an den mathematischen Lehrstuhl der Universität Tübingen. Auch an der Universität Wittenberg war man auf den kurfürstlichen Stipendiaten aufmerksam geworden und bot ihm den Lehrstuhl für niedere Mathematik an, welche Aufgabe er am 4. März 1689 mit der Antrittsvorlesung Lectori Benevolo S. & O. D. (Wittenberg 1689) übernahm. Während seiner Lehrzeit stand er mit verschiedenen Vertretern des mathematischen Wissenschaftszweiges in Verbindung, so zum Beispiel mit Ehrenfried Walther von Tschirnhaus. In Wittenberg war Jacob Leupold ein Schüler und Besucher seiner Bibliothek.
Er befasste sich mit dem Schleifen und Polieren von optischen Gläsern, war 1695 Dekan der philosophischen Fakultät und Mitarbeiter an den Acta Eruditorum. Knorre tritt auch gelegentlich als Begleiter bei den akademischen Arbeiten seiner Schüler in Erscheinung. Aus seiner Feder stammen die Werke Recensio Amoenitatum Mathematicarum (Wittenberg 1692) und De astronomiae novis inventis (Wittenberg 1695).
Familie
Am 9. Juli 1694 heiratete Knorr Dorothea Rosina (geborene Schubart), die Tochter eines Wittenberger Kaufmanns. Diese starb am 15. Januar 1699 bei der Totgeburt einer Tochter. Als er seiner Schwiegermutter in Leipzig seine ältere Tochter zur Pflege übergeben wollte, verstarb er selbst. Er wurde am 27. März des Jahres in Leipzig begraben.

## Publikationen (Auswahl)
- De solidorum aequilibrio. Georg, Leipzig 1687. (Digitalisat)
- (Als Respondent) De Qvadratica Aeqvatione. Gunther, Leipzig 1688. (Digitalisat)
- Recensio Amoenitatum Mathematicarum. Henckel, Wittenberg 1692. (Digitalisat)
- Dissertatio geometrica de methodo exhaustionis et indivisibilium. Goderitsch, Wittenberg 1692 (Hochschulschrift, digital.slub-dresden.de).
- Dissertatio dioptrica de refractione luminis. Schrödter, Wittenberg 1693 (Hochschulschrift, digital.slub-dresden.de).
- De muniendi ratione. (Resp. Georg Roth) Goderitsch, Wittenberg 1695. (Digitalisat)[3]
- Dissertatio astronomica de Crepusculis. Kreusig, Wittenberg 1698. (Digitalisat)